# 西单商场爆炸案
西单商场爆炸案，是1968年4月3日发生在北京市西城区西单商场发生的一起爆炸案，案件造成上百人死伤。

## 经过
1968年4月3日傍晚6时45分，西单商场西南门的门道内发生爆炸。现场厚15厘米的水泥地面被炸开一个直径30多厘米的洞，天花板被炸飞，地面上各处都有散落物，爆炸的冲击波震碎了爆炸点以东60米内的建筑的大部分玻璃。5人被当场炸死，108人受伤，其中重伤9人。
1968年4月3日晚7时许，中华人民共和国公安部总值班室接到北京市公安局军管会报案称，西单商场门口发生爆炸，死伤上百人。公安部部长谢富治、公安部副部长于桑当即率人赶赴现场。安置伤员、清理现场的工作结束后，已近午夜。谢富治在案发现场召开了公安部、北京市公安局、西单商场及相关单位负责人参加的侦破工作会议。谢富治在会上说，此案很可能是国外特务机关派来的特务所为，要求大家提高警惕，坚决破案。谢富治讲完话之后，大家初步分析了案情。会议决定成立“侦破西单商场反革命爆炸案专案组”，公安部、北京市公安局军管会主要负责治安的五大队主要负责人孔繁武（军代表）与有关部门人员参加，谢富治宣布由于桑负责指挥案件侦破工作。
主要侦破工作是由北京市公安局支左的军官会五大队（文革初期军管会五大队负责北京市整个治安工作，后改为十三处，即治安处，孔繁武是文革时期北京市公安局十三处的处长，专门负责全北京市的治安工作）负责全面侦破工作。
侦破工作会议后，于桑随即组织专案组人员勘察现场。随后，于桑组织专案组人员分析案情，确定了侦破工作程序。经当时军管会主要负责侦办的孔繁武（五大队大队长）及侦查员共同努力，很快经群众辨认，尸体完整的4名死者的身份被查明，都是北京人，来西单商场购物时被炸身亡。剩下一名尸体不完整的死者身份不明。专案组初步判断，爆炸品可能是硝铵炸药。现场遗留的雷管、导火索、帽子、鞋都出自辽宁省沈阳等地，现场遗留棉衣中的长棉绒产自辽宁省朝阳地区。侦破工作完成后，并由北京市公安局军管会的主要经办负责人孔繁武亲自向国务院总理周恩来作了工作汇报，案件基本告破，不属于敌特及政治案件。
1968年5月11日，辽宁省公安厅军管会报来辽宁省的检查结果：“4月2日晨5时，辽宁省朝阳地区喀喇沁左翼蒙古族自治县南营子公社东村大队农民董世候，提着两个黑色塑料手提包从锦州车站乘火车去了北京，至今未归。董世候的相貌与辨认照片相似。”
专案组经过调查，认定董世候为制造西单商场爆炸案的凶手。董世候不是海外派来的特务。爆炸案只是他的个人行为，未发现同伙，也未发现有人指使。西单商场爆炸案就此告破。1968年5月22日，专案组向中央送交《关于破获西单商场反革命爆炸案的报告》，周恩来圈阅。